# Ernst Gottlieb Baron
Ernst Gottlieb Baron, né à Breslau, le 17 février 1696 et mort à Berlin le 12 avril 1760, est un compositeur et luthiste allemand, membre de l'École de Berlin.

## Biographie
Il eut Jakob Carl Kohaut, père de Karl Kohaut, comme professeur de luth. À partir de 1715 il étudie les droits et la philosophie à l'université de Leipzig.
Il devient luthiste dans l'orchestre du prince Frédéric de Prusse à Rheinsberg. Devenu roi, Frédéric II de Prusse l'intègre dans l'orchestre de sa cour à Berlin, ou il reste jusqu'à sa mort.

## Œuvres
- Sonate pour flûte et guitare ;
- Zwei Konzerte für Violine (oder Flöte) und Gitarre (Viola da gamba oder violoncello continuo ad libitum), deux concertos pour violon (ou flûte) et guitare (viole de gambe ou violoncelle continuo ad libitum).

### Manuscrits de Bruxelles: musique d'ensemble avec luth obligé
- Concerto 1
- Concerto 2
- Duetto Sol majeur

### Manuscrits de Bruxelles: liuto solo
- Suite Sol mineur
- Suite Sol majeur
- Suite Ré mineur
- Suite Mib majeur
- Suite La mineur
- Suite Fa majeur
- Suite Do mineur
- Suite Do majeur
- 2 Suite La mineur
- 2 Suite Fa majeur

### Manuscrit de Munich, Bayerische Staatsbibliothek Ms 536 2
- Menuet - La mineur
- Gigue - Sol majeur
- Bourrée